# 郭夫人 (後趙武帝)
郭夫人（?—?），后赵武帝石虎的结发妻子。
后赵建立初年，石勒封石虎为征虏将军时，为娉将军郭荣之妹为妻。石虎的宠妾郑樱桃与她不和，石虎袒护郑樱桃，于是将郭氏殴打致死。

## 兄
- 郭荣，后赵的将军